# حرية سياسية

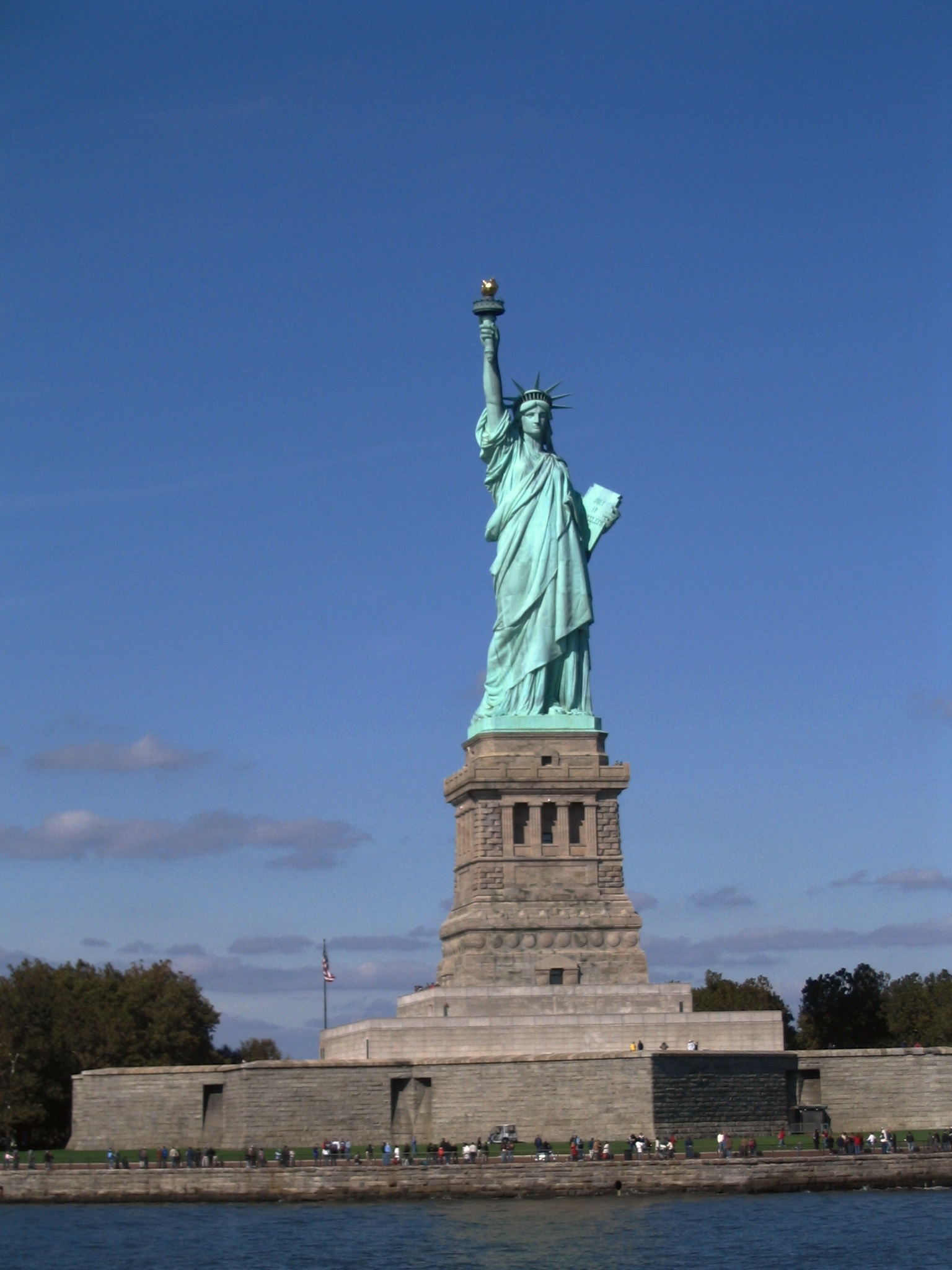

الحرية السياسية هي مفهوم رئيسي في الفكر السياسي، وأحد أهم مميزات المجتمعات الديمقراطية، وهي حالة خالية من القهر أو الإكراه.
الحرية السياسية، (المعروفة أيضًا باسم الاستقلال السياسي أو الوكالة السياسية)، هي مفهوم مركزي في التاريخ والفكر السياسي، وواحدة من أهم سمات المجتمعات الديمقراطية.
وُصفت الحرية السياسية، بأنها التحرر من القمع أو الإكراه، وغياب كل المعوقات التي تواجه الفرد، واستيفاء الشروط التمكينية، أو غياب ظروف الحياة القسرية، على سبيل المثال الإكراه الاقتصادي في المجتمع.
على الرغم من أن الحرية السياسية، غالبًا ما تُفسر سلبًا على أنها التحرر من القيود الخارجية، غير المعقولة على العمل، إلا أنها يمكن أن تشير أيضًا إلى الممارسة الإيجابية للحقوق والقدرات وإمكانيات العمل، وممارسة الحقوق الاجتماعية، أو الحقوق الجماعية.
يمكن أن يشمل المفهوم أيضًا، إلى التحرر من القيود الداخلية على العمل السياسي، أو الخطاب السياسي، (مثل التوافق الاجتماعي، أو الاتساق، أو السلوك غير الحقيقي).
يرتبط مفهوم الحرية السياسية، ارتباطًا وثيقًا بمفاهيم الحريات المدنية، وحقوق الإنسان، والتي تُمنح عادةً في المجتمعات الديمقراطية الحماية القانونية من الدولة.

## الآراء
تختلف آراء الجماعات، على طول الطيف السياسي بشكل طبيعي، حول ما يعتقدون أنه يشكل «حرية سياسية حقيقية».
تقارن الفلسفة السياسية اليسارية عمومًا، فكرة الحرية، بمفهوم الحرية الإيجابية، أو تمكين مجموعة أو فرد، من تحديد حياتهم الخاصة، أو تحقيق إمكاناتهم الخاصة.
وبهذا المعنى، قد تشمل الحرية: التحرر من الفقر، والتجويع، والأمراض التي يمكن علاجها، والاضطهاد، فضلاً عن التحرر من القوة والإكراه، التي تصدر من أي شخص كان.
انتقد الليبرالي الكلاسيكي فريدريك هايك هذا باعتباره اعتقادًا خاطئًا بالحرية: (إن استخدام «الحرية» لوصف «القدرة الجسدية على فعل ما أريد»، أو القدرة على تلبية رغباتنا، أو مدى اختيار البدائل المتاحة لنا [...] قد تم تعزيزه عمداً كجزء من الحجة الاشتراكية. تم استبدال مفهوم السلطة الجماعية على الظروف بمفهوم الحرية الفردية).
يرى الأناركيون الاجتماعيون أن الحرية السلبية، والحرية الإيجابية هي مفاهيم تكميلية للحرية.. قد يتطلب مثل هذا الرأي للحقوق مقايضات نفعية، مثل التضحية بالحق في نتاج عمل المرء أو حرية تكوين الجمعيات من أجل التمييز العنصري الأقل أو المزيد من الإعانات للإسكان.
يصف الأناركيون الاجتماعيون وجهة النظر السلبية التي تركز على الحرية، والتي تؤيدها الرأسمالية.. بأنها «حرية أنانية».
في كتابه الرأسمالية والحرية، يجادل الاقتصادي الأمريكي ميلتون فريدمان، بأن هناك نوعين من الحرية، وهما:
- الحرية السياسية، والحرية الاقتصادية.. وأكد فريدمان، أنه بدون الحرية الاقتصادية، لا يمكن أن تكون هناك حرية سياسية.[6]

اعترض روبين هاهنيل، على هذه الفكرة في مقاله «لماذا يفسد السوق الديمقراطية».. ويشير هاهنيل إلى مجموعة من القضايا مع فهم فريدمان للحرية الاقتصادية:
- أي أنه في الواقع سيكون هناك انتهاكات لحرية الآخرين، كلما مارس أي شخص حريته الاقتصادية الخاصة.
- وأنه لا يمكن تجنب مثل هذه الانتهاكات، إلا إذا كانت هناك حقوق ملكية محددة بدقة النظام — الذي فشل فريدمان في توفيره، أو تحديده مباشرة.

وفقًا للفيلسوف السياسي نيكولاس كومبريديس، يمكن تقسيم السعي إلى «الحرية» في العصر الحديث، بشكل عام إلى مثلين محفزين: وهما الحرية، كحكم ذاتي أو استقلالية، والحرية كقدرة على البدء بشكل تعاوني ببداية جديدة.
كما تم وضع الحرية السياسية، في النظرية في معارضتها، وشرط علاقات القوة، أو قوة العمل على الأفعال، بواسطة ميشال فوكو.
كما تم التعريف عليها عن كثب، مع أنواع معينة من الممارسة الفنية، والثقافية، من قبل كورنيليوس كاستورياديس، وأنطونيو جرامشي، وهربرت ماركوز، وجاك رانسيير، وثيودور أدورنو.
غالبًا ما يجادل أنصار البيئة بأن الحريات السياسية، يجب أن تتضمن بعض القيود على استخدام النظم البيئية.
إنهم يؤكدون أنه لا يوجد شيء من هذا القبيل، على سبيل المثال، مثل حرية التلويث، أو حرية إزالة الغابات، بالنظر إلى أن هذه الأنشطة تخلق عوامل خارجية سلبية، والتي تنتهك حرية الجماعات الأخرى، في عدم التعرض للتلوث.
تم استخدام شعبية سيارات الدفع الرباعي، والجولف والامتداد الحضري، كدليل على أن بعض أفكار الحرية، والحفاظ على البيئة، يمكن أن تتعارض.. حيث يؤدي هذا في بعض الأحيان، إلى مواجهات خطيرة وصدامات في القيم، تنعكس في الحملات الإعلانية.. مثال ذلك، منظمة بيتا، للحفاظ على الفرو.
صرح جون دالبرغ أكتون: «إن الاختبار الأكثر تأكيدًا الذي نحكم من خلاله على ما إذا كانت الدولة حرة حقًا، هو مقدار الأمن الذي تتمتع به الأقليات».
كما تحدث جيرالد سي ماك كالوم جونيور، عن حل وسط بين الحريات الإيجابية، والحريات السلبية، قائلاً: إنه يجب أن يتمتع الوكيل باستقلالية كاملة عن نفسه. إنه (ثلاثي) فيما يتعلق ببعضه البعض، لأنه يتعلق (بثلاثة أشياء)، وهي: الوكيل، والقيود التي يجب أن يتحرروا منها، والهدف الذي يطمحون إليه.